# Bat-Sinal
Bat-Sinal é um objeto da mitologia do super-herói Batman, aparecendo pela primeira vez em Detective Comics #60 (em fevereiro de 1942)
Consiste num holofote comum com a silhueta de um morcego cobrindo a parte da frente, gerando um efeito característico nos céus de Gotham City. Foi criado por Jim Gordon para chamar a atenção do Homem Morcego.

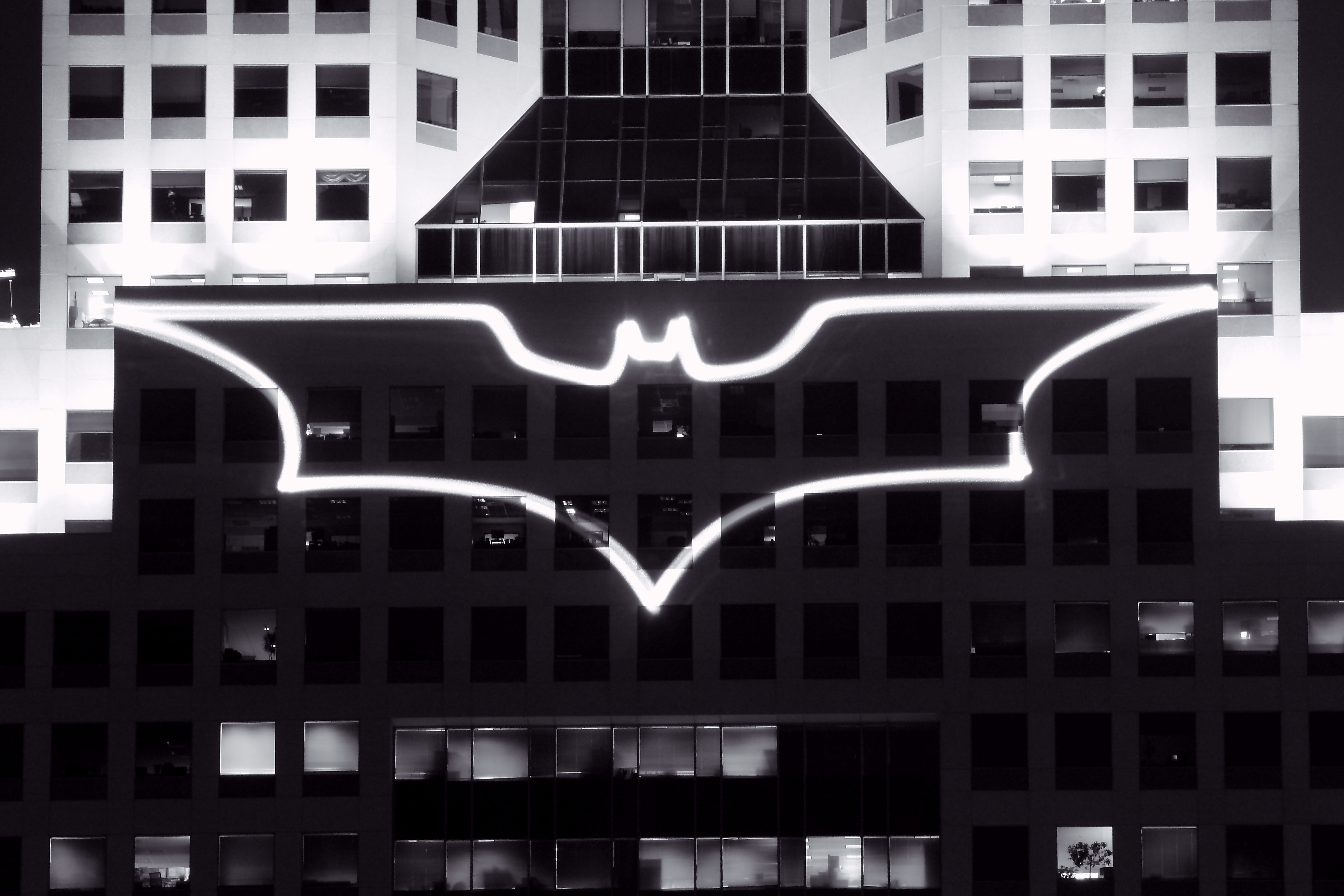
Bat-Sinal sendo exibido em Pittsburgh durante as filmagens de Batman: O Cavaleiro das Trevas Ressurge

Além de servir como um aviso para o Cavaleiro das Trevas, serve também como ameaça psicológica contra os criminosos locais. Isto acontece pelo fato da polícia de Gotham não admitir a existência do Batman. Ou seja, ele continua como uma lenda urbana. Isso alimenta o medo nos bandidos covardes e supersticiosos.
No aniversário de 80 anos do herói, diversos bat-sinais se acenderam em várias cidades ao redor do mundo, incluindo São Paulo.